# Vainu (Sonda)
Koordinaten: 59° 23′ N, 26° 58′ O
Vainu ist ein Dorf (estnisch küla) in der Landgemeinde Sonda (Sonda vald). Es liegt im Kreis Ida-Viru (Ost-Wierland) im Nordosten Estlands.
Das Dorf hat 13 Einwohner (Stand 1. Januar 2009). Es liegt nördlich der Stadt Kiviõli.